# Liblice
Liblice jsou obec v okrese Mělník ve Středočeském kraji. Rozkládá se asi deset kilometrů jihovýchodně od Mělníka. Žije zde 499 obyvatel, přičemž historické maximum je 640 obyvatel.

## Historie
První písemná zmínka o obci pochází z roku 1254.

### Poválečná historie
Do širšího povědomí obec pronikla skrze tzv. Liblickou konferenci o Franzi Kafkovi, která se na zdejším zámku, patřícím tehdy již Československé akademii věd, konala v roce 1963.

## Obyvatelstvo
| Rok            | 1869 | 1880 | 1890 | 1900 | 1910 | 1921 | 1930 | 1950 | 1961 | 1970 | 1980 | 1991 | 2001 | 2011 | 2021 |
| -------------- | ---- | ---- | ---- | ---- | ---- | ---- | ---- | ---- | ---- | ---- | ---- | ---- | ---- | ---- | ---- |
| Počet obyvatel | 500  | 592  | 605  | 564  | 567  | 507  | 589  | 546  | 501  | 534  | 542  | 510  | 464  | 499  | 470  |
| Počet domů     | 72   | 85   | 85   | 90   | 78   | 86   | 135  | 144  | 140  | 142  | 130  | 126  | 133  | 138  | 148  |

## Obecní správa

### Územněsprávní začlenění
Dějiny územněsprávního začleňování zahrnují období od roku 1850 do současnosti. V chronologickém přehledu je uvedena územně administrativní příslušnost obce v roce, kdy ke změně došlo:
- 1850 země česká, kraj Praha, politický i soudní okres Mělník[6]
- 1855 země česká, kraj Praha, soudní okres Mělník
- 1868 země česká, kraj Praha, politický i soudní okres Mělník
- 1939 země česká, Oberlandrat Mělník, politický i soudní okres Mělník[7]
- 1942 země česká, Oberlandrat Praha, politický i soudní okres Mělník[8]
- 1945 země česká, správní i soudní okres Mělník[9]
- 1949 Pražský kraj, okres Mělník[10]
- 1960 Středočeský kraj, okres Mělník, obec Byšice-Liblice[11]
- k 24. listopadu 1990 Středočeský kraj, okres Mělník[11]
- 2003 Středočeský kraj, okres Mělník, obec s rozšířenou působností Mělník

### Obecní symboly
Znak a vlajka byly obci uděleny rozhodnutím předsedy Poslanecké sněmovny Parlamentu České republiky dne 24. listopadu 2014.

## Společnost

### Rok 1932
V obci Liblice (607 obyvatel, katol. kostel) byly v roce 1932 evidovány tyto živnosti a obchody: obchod s dobytkem, elektrárna, holič, 2 hostince obchod s chemikáliemi, kapelník, kolář, 2 obchodníci s koňmi, kovář, 2 krejčí, lihovar, továrna na likéry Soyka, mlýn, pekař, porodní asistentka, povozník, 2 rolníci, 4 řezníci, sedlář, 4 obchody se smíšeným zbožím, Spořitelní a záložní spolek pro Liblice, trafika, velkostatkář Thun-Waldsteinová.

## Pamětihodnosti

### Zámek Liblice
Místní zámek je nazýván barokní perlou. Nechal jej postavit v letech 1699–1706 Arnošt Josef Pachta z Rájova jako šlechtické sídlo. O samotnou stavbu se staral italský umělec Alliprandi. V 80. letech 18. století byl zámek rozšířen a interiér upraven ve druhé polovině 19. století. Architektonický typ použitý Alliprandim při stavbě liblického zámku byl na českém území použit poprvé a stal se vzorem dalších sídel. Během pozemkové reformy z něj byl vytvořen zbytkový statek Liblice, který měl až do roku 1939 v pachtu H. Klinger (židovského původu). Od roku 1952 je zámek ve vlastnictví Akademie věd České republiky.

### Kostel sv. Václava
Uprostřed obce stojí gotický kostel sv. Václava, postavený již kolem roku 1384. Původně byl postaven v gotickém slohu, ale roku 1710 byl přebudován Janem hrabětem Pachtou do dnešní podoby. V presbytáři jsou umístěny sochy sv. Barbory a sv. Jana Nepomuckého. Na hlavním oltáři je vyobrazen svatý Václav, jak se obklopen anděly vznáší do nebe. V lodi můžeme vidět obrazy sv. Prokopa, sv Felixe z Valois a Panny Marie. Pod hlavním oltářem je podzemní hrobka Pachtů a Dejmů.

### Další památky
- Kaple Panny Marie z roku 1699, barokní stavba snad podle návrhu Giovanniho Battisty Alliprandiho přistavěná k domu č. p. 31
- Socha svatého Jana Nepomuckého z roku 1770 před kostelem, na soklu je latinský nápis s chronogramem
- Hrobka Thun-Hohensteinů z roku 1899. Novorenesanční osmiboká hrobní kaple druhotně přenesena z Mladé u Milovic na současné místo v březovém hájku západně od zámeckého parku.
- Přírodní rezervace Slatinná louka u Liblic
- Přírodní památka Zámecký park Liblice
- Špýchar na návsi

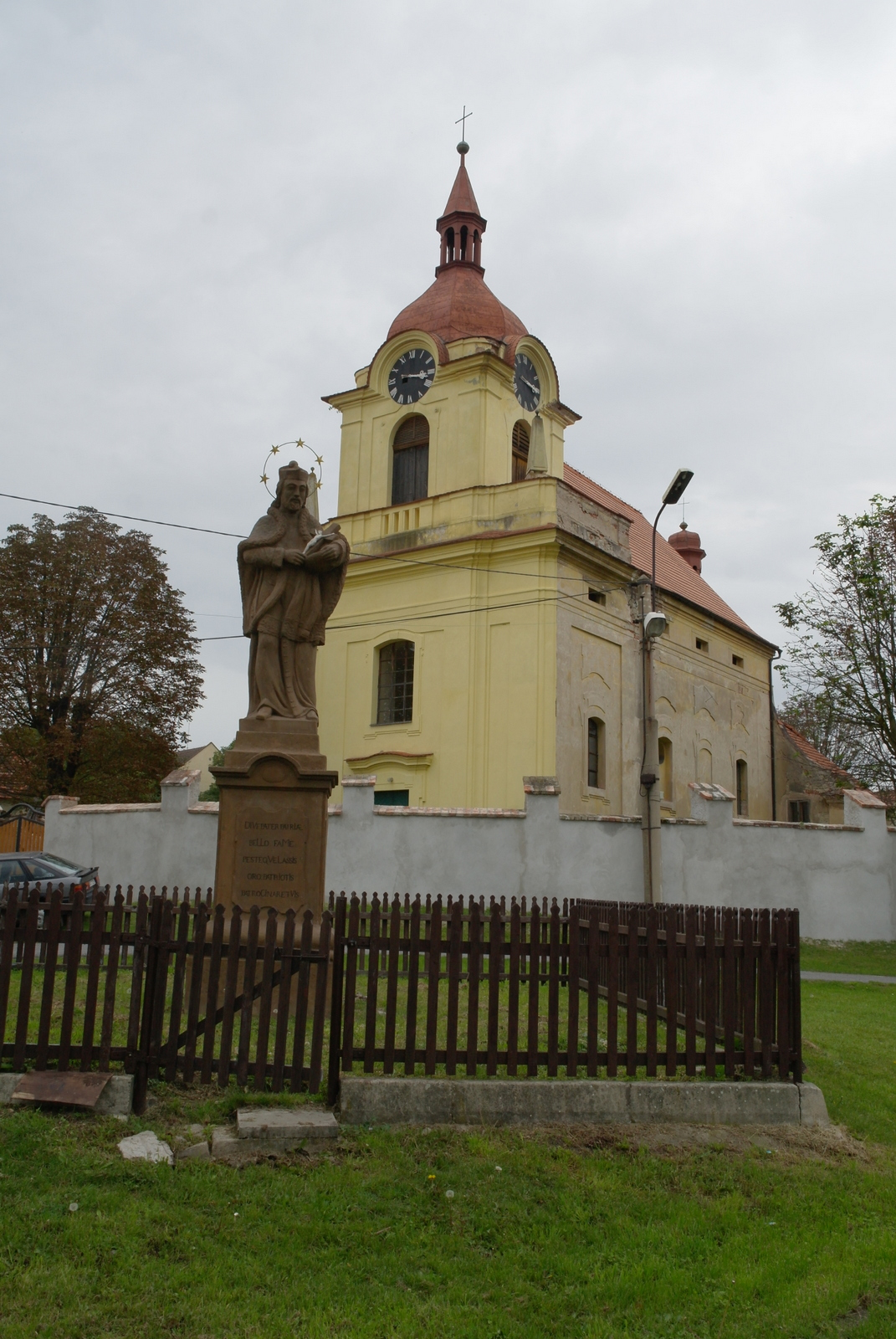
Kostel sv. Václava a socha sv. Jana Nepomuckého
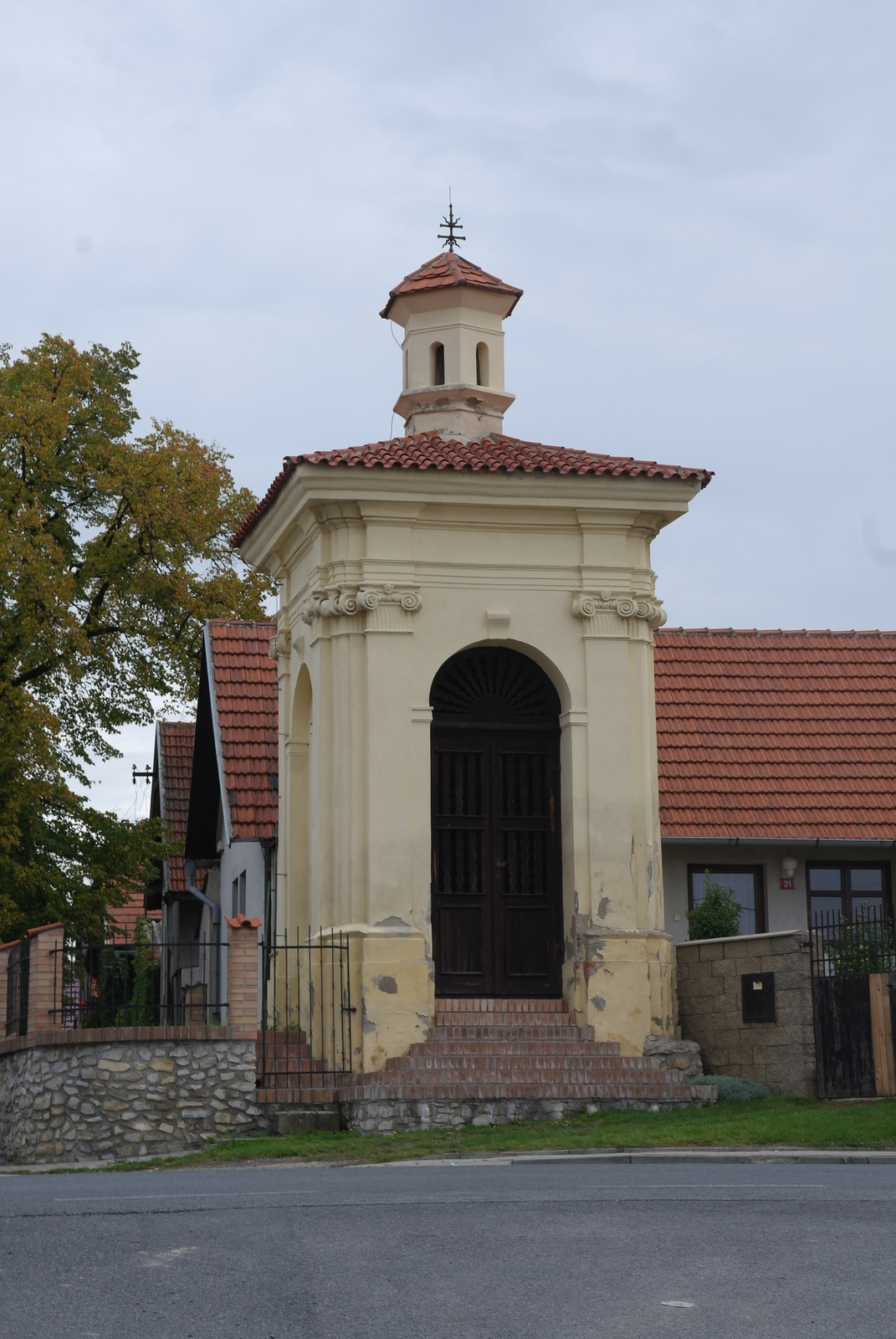
Kaple P. Marie

## Doprava
Dopravní síť
- Pozemní komunikace – Obcí prochází silnice I/16 Řevničov - Slaný - Mělník - Liblice - Mladá Boleslav - Jičín - Trutnov - Královec.
- Železnice – Železniční trať ani stanice na území obce nejsou. Nejblíže obci je železniční stanice Byšice ve vzdálenosti 1,5 km ležící na trati 070 z Prahy do Turnova.

Veřejná doprava 2012
- Autobusová doprava – V obci měly zastávky autobusové linky jedoucí do těchto cílů: Mělník, Mladá Boleslav, Mšeno, Všetaty (dopravce ČSAD Střední Čechy, a. s.), Mělník, Mladá Boleslav, Roudnice nad Labem (dopravce ČSAD Česká Lípa, a. s.).

## Turistika
Z obce vede cyklotrasa č. 141 Liblice - V Lukách - Lhotka u Mělníka.
Poblíž zámku  parkem vede naučná stezka Slatinná louka Liblice.

## Osobnosti
- Karel Hoffmeister (1868–1952), hudební pedagog a badatel, skladatel a klavírista
- Emil Pollert (1877–1935), operní pěvec působící v Národním divadle
- Otakar Plundr (1911 - ?), profesor, JUDr. , děkan právnické fakulty UK
- Jan Šerhant (1907–1983), šéfpilot firmy Baťa a letec v čs. jednotkách v Anglii za 2. světové války.

## Galerie

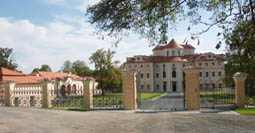
Zámek s čestným dvorem
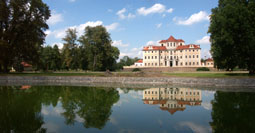
Zámek v parku
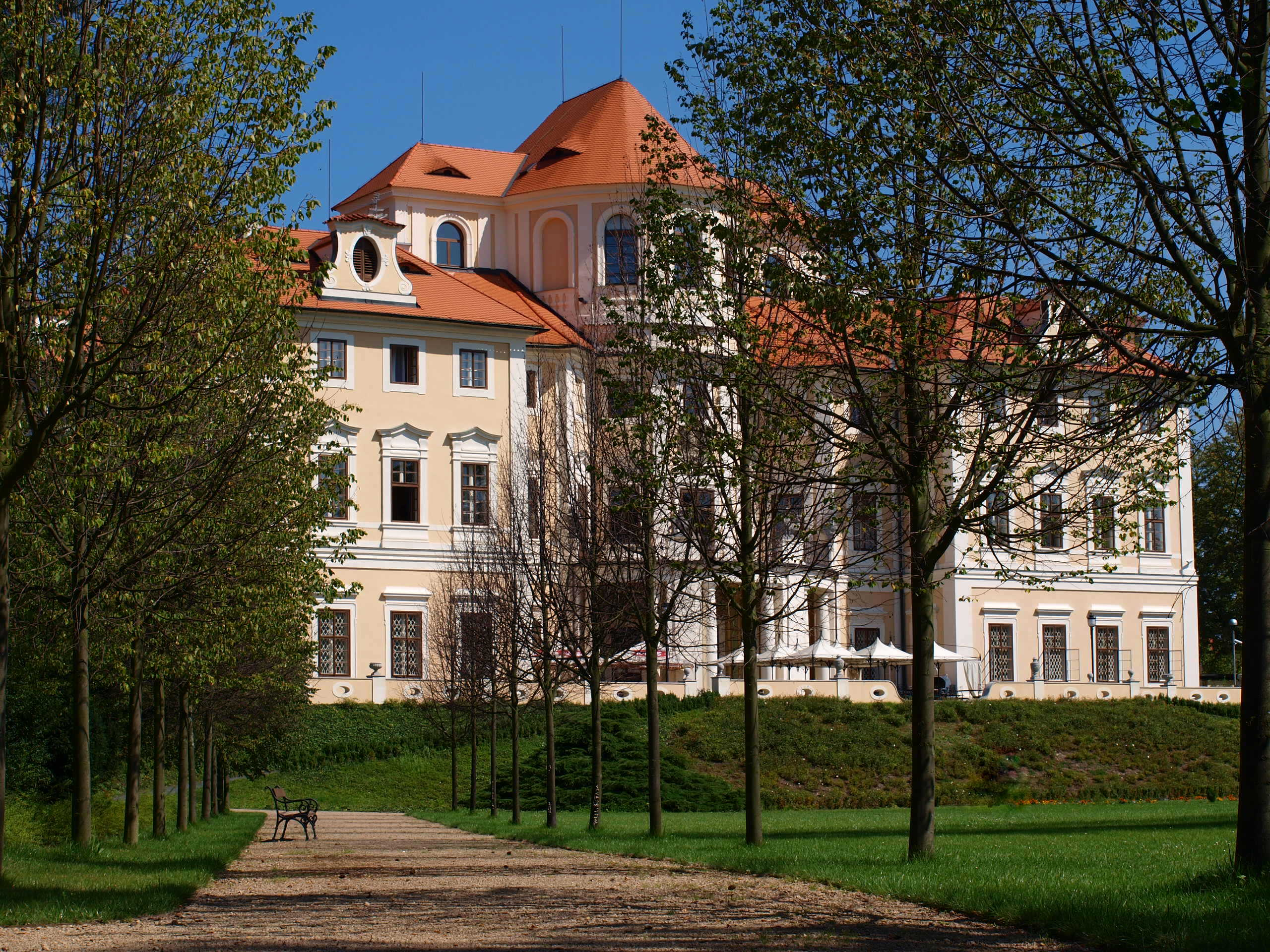
Zámecká zahrada
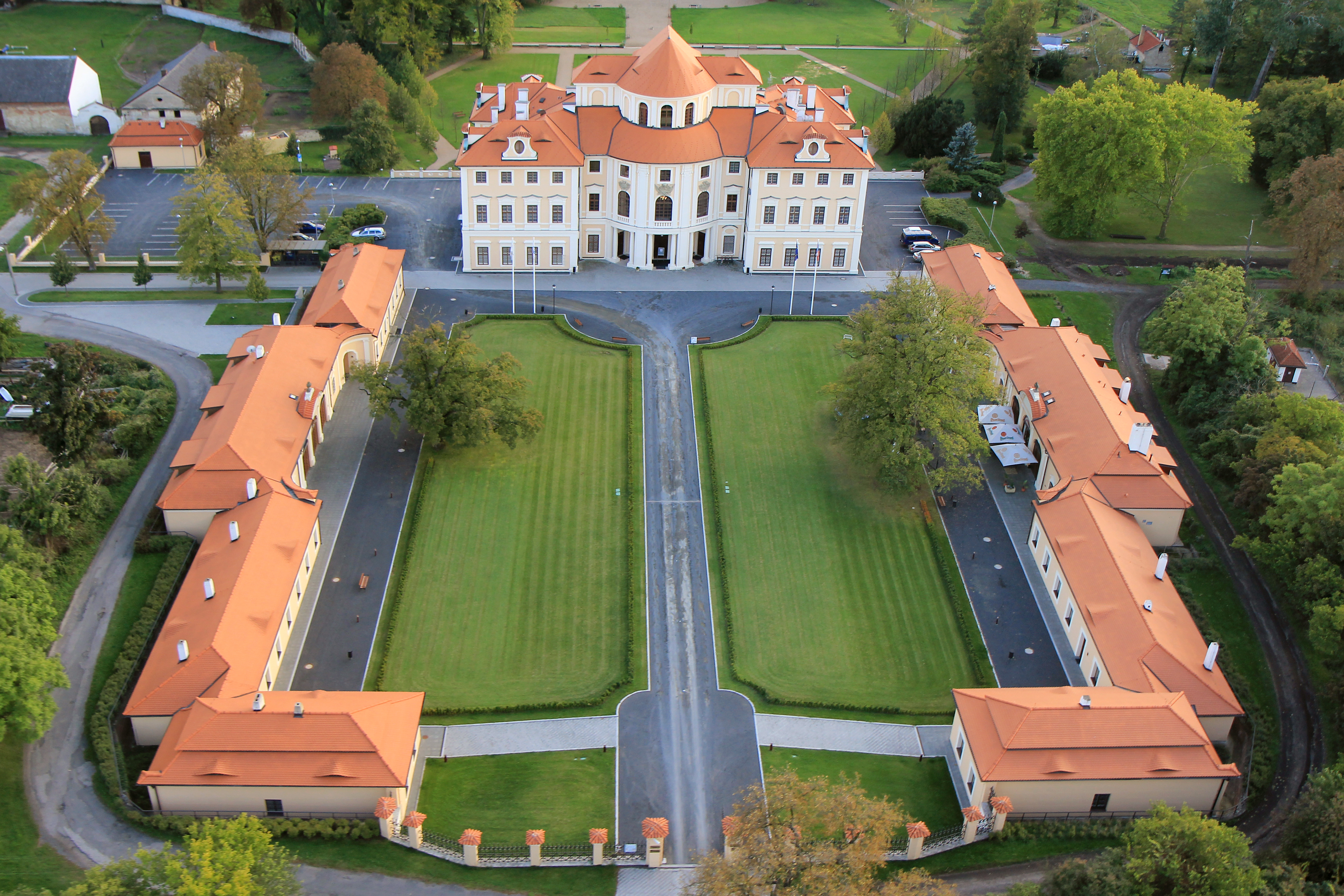
Letecký snímek